# Кіндрат Кропива
Кіндрат Кропива, спр.: Кіндрат Кіндратович Атрахович (нар. 5 березня 1896, с. Низький, зараз Узденський район — 7 січня 1991, Мінськ) — білоруський письменник, поет, сатирик, драматург, перекладач, громадський діяч, літературознавець, віце-президент АН БРСР.

## Біографія
Учасник Першої світової війни. Закінчив 1930 Білоруський університет (Мінськ).
Учасник радянсько-фінської (1939—1940) та Другої світової війн.
Віршовані фейлетони, байки Кіндрата Кропиви ввійшли до збірок «Остюки», «Крапива» (обидві — 1925), «Байки» (1927) та інших. В сатиричних оповіданнях і гуморесках (збірки «Оповідання», 1926; «Люди-сусіди», 1928; «Живі явища», 1930), романі «Медведичі» (книга 1, 1932) відобразив життя доколгоспного білоруського села.
З 30-х років пише переважно драми і комедії: «Кінець дружби» (1934), «Партизани» (1937), «Хто сміється останнім» (1939; Державна премія СРСР, 1941), «Випробування вогнем» (1943), «Мила людина» (1945), «З народом» (1948), «Співають жайворонки» (1950; Державна премія СРСР, 1951), «Люди і дияволи» (1958), «Брама невмирущості» (1973), «На вістрі» (1982) та інші.
В роки Другої світової війни створив зразки бойової публіцистики, гострої політичної сатири в жанрах фейлетона, памфлета, епіграми (збірка «Сміх і гнів», 1946). За участь у підготовці циклу праць з білоруської лінгвогеографії відзначений Державною премією СРСР (1971).
Був редактором «Білорусько-російського словника» (1962).
Переклав поеми «Великий льох», «Наймичка», послання «І мертвим, і живим…» Тараса Шевченка, кілька гуморесок Остапа Вишні. П'єси Кропиви «Хто сміється останнім», «Співають жайворонки», «Ворота безсмертя» поставлені в театрах України.